# Зинделл, Дэвид
Дэ́вид Зи́нделл (англ. David Zindell; родился 28 ноября 1952 года, Толидо, штат Огайо) — один из наиболее амбициозных американских писателей-фантастов, известный своими эпическими научно-фантастическими и фэнтезийними произведениями. Известен прежде всего благодаря тетралогии «Реквием по Homo Sapiens» (Requiem for Homo Sapiens), которая объединяет в себе философию, религиозную эсхатологическую тематику, а также фэнтезийным циклом «История Эа» (The Ea Cycle).

## Биография
Нил Дэвид Зинделл родился 28 ноября 1952 г. в Соединённых Штатах, в г. Толидо (штат Огайо). Поступил в Университет Колорадо в Боулдере, который закончил с дипломом бакалавра математики в 1984 г. В 1990 г. вступил в брак с Мелоди Скотт (которой посвятил свой первый роман), но брак был недолгим, и в 1994 г. распался, несмотря на рождение двух дочек. Ныне Дэвид Зинделл живёт и работает в г. Боулдере (штат Колорадо).
Первая публикация Зинделла состоялась в том же 1984 г. в издании Fantasy Book — рассказ «Сон мечтателя». В следующем году его новелла «Шанидар» получила приз конкурса «Писатели будущего», а в 1986 г. была номинирована на Премию Джона Кемпбелла, одну из наипрестижнейших наград в США. Именно с этих пор начинается карьера Девида Зинделла как писателя-фантаста.
Его первый роман, «Невернесс», сюжетно связанный с «Шанидаром», вышел из печати в 1988 г., и начал его «коронный» цикл «Реквием по Homo Sapiens», который критики сразу начали сравнивать по масштабности и глубиной с романом Фрэнка Герберта «Дюна». За период с 1992 по 1998 гг., он выпустил ещё три романа, которые образовывали масштабную сагу в жанре «космологической оперы», основной темой которой была эволюция человечества. Первые два романа — «Хранитель времени» и «Сломанный бог» были номинированы на Премию Артура Кларка.

### Цикл «Реквием по Homo Sapiens»
- Хранитель времени (Neverness, 1988, рус. пер. 2001);
- Сломанный бог (The Broken God, 1992, рус. пер. 2002);
- Экстр (The Wild, 1995, рус. пер. 2003);
- Война в небесах (War In Heaven, 1998, рус. пер. 2003).

### Цикл «История Эа»
- Камень Света, (The Lightstone, 2001, рус. пер. 2003), роман публиковался также в двух частях:
  - Камень Света: Девятое Королевство (The Lightstone: The Ninth Kingdom, 2002)
  - Камень Света: Серебряный Меч (The Lightstone: The Silver Sword, 2002)
- Повелитель лжи (The Lord of Lies, 2003);
- Чёрный нефрит (Black Jade, 2005);
- Алмазные воины (The Diamond Warriors, 2007).

### Другие произведения
Рассказы:
- Сон мечтателя, (The Dreamer’s Sleep, 1984)
- Пещеры, (Caverns, 1985)
- Шанидар, (Shanidar, 1986)
- Когда роза мёртвая, (When The Rose Is Dead, 1991)